# Gustav Hirschfeld
Pour les articles homonymes, voir Hirschfeld.
Paul Oscar Gustav Hirschfeld (Pyrzyce, 4 novembre 1847 - Wiesbaden, 20 avril 1895) est un archéologue prussien.

## Biographie
Il étudie aux universités de Berlin, Tübingen et Leipzig et obtient une bourse en 1871-1872 et en 1872-1873 de l'Institut archéologique allemand. Il séjourne alors en Italie, en Grèce et en Anatolie.
Il participe aux fouilles de Marzabotto et de la Certosa à Bologne, à celles du Dipylon d'Athènes et résout des points de topographie en Grèce et en Asie Mineure.
Directeur des fouilles d'Olympie (1875-1877), il devient ensuite titulaire de la chaire d'archéologie classique de l'Université de Königsberg (1878-1895).

## Travaux
- Tituli statuariorum sculptorumque Graecorum cum prolegomenis, 1871
- Athena und Marsyas, Programm zum Winckelmannsfeste der Archäologischen Gesellschaft zu Berlin, 1872
- Über Kelainai-Apameia Kibotos, 1875
- Bericht über die Ergebnisse einer Bereisung Paphlagoniens, 1882
- Paphlagonische Felsengräber. Ein Beitrag zur Kunstgeschichte Kleinasiens, 1885
- Die Felsenreliefs in Kleinasien und das Volk der Hittiter. Zweiter Beitrag zur Kunstgeschichte Kleinasiens, 1887
- Über die griechischen Grabschriften, welche Geldstrafen anordnen, in : Königsberger Studien 1, 1887, p. 83–144
- Inschriften aus dem Norden Kleinasiens, besonders aus Bithynien und Paphlagonien, 1888
- Aus dem Orient, 1897